# Syneura edwardsi
Syneura edwardsi är en tvåvingeart som beskrevs av Schmitz 1929. Syneura edwardsi ingår i släktet Syneura och familjen puckelflugor. Inga underarter finns listade i Catalogue of Life.